# Partido Igualdad
El Partido Igualdad (PI) és un partit polític xilè que se situa entre l'esquerra i l'extrema esquerra de l'espectre polític. Té presència a les regions d'Arica i Parinacota, Tarapacá, Antofagasta, Atacama, Coquimbo, Valparaíso, Metropolitana de Santiago, Maule, Ñuble, Bío-Bío i Araucania.

## Ideologia
El partit es defineix a si mateix com una «eina dels pobles per assolir un govern de la classe treballadora i els pobles al nostre país», tractant així de superar el capitalisme a Xile.
Ha estat caracteritzat com un «partit d'esquerra, d'ideologia difusa proper al socialisme històric», d'ideologia socialista democràtica, o com un partit d'extrema esquerra.

## Història
Va ser fundat el 2009 per diversos moviments socials de treballadors, estudiants, pobladors, deutors habitacionals, organitzacions de drets humans i altres actors socials. El seu primer president va ser l'exmilitant del Partit Comunista e Xile (PCCh) i exregidor de la comuna de Peñalolén, Lautaro Guanca Vallejos, qui es va exercir en el càrrec fins al 20 de gener de 2013.
El febrer de 2014 el partit va ser declarat com a dissolt pel Servei Electoral després de no assolir el 5% mínim de vots a les eleccions parlamentàries de 2013. Tot i això, va tornar a inscriure's el juny del mateix any mitjançant la fusió amb el partit instrumental Igualdad del Norte.
El 2017 es va unir a la coalició Front Ampli i a les primàries presidencials va donar suport al candidat Alberto Mayol, que no va resultar guanyador. A les eleccions parlamentàries d'aquell mateix any va presentar candidats propis i va atorgar quotes com a independents a diversos postulants, entre ells a la militant de Izquierda Autónoma, Camila Rojas, que va aconseguir ser elegida com a diputada pel districte 7 de la Regió de Valparaíso. Després de les eleccions, el partit es va tornar a constituir legalment el 9 de juliol de 2018.
El gener de 2021 el Partido Igualdad es va sumar a la coalició Apruebo Dignidad per a les eleccions de convencionals constituents encarregats de redactar una nova constitució. En els comicis, la col·lectivitat va aconseguir triar una constituent, Manuela Royo Letelier, al districte 24. El 10 de juny de 2021, el Partido Igualdad va donar suport a la candidatura de l'abanderat presidencial del PCCh, Daniel Jadue, unint-se d'aquesta manera a la coalició Xile Digne de cara a les primàries presidencials d'Apruebo Dignidad. Finalment, Jadue va perdre les primàries contra Gabriel Boric de Convergència Social.